# 翟巍
翟巍（1981年2月1日—），男性配音演员，童年时代在上海美术电影制片厂给美术片配音。毕业于华东师范大学。2003年12月进入上海电影译制厂，担任配音演員、译制导演。

## 主要作品

### 译制片
- 《大雄的恐龙2006》《大雄与绿之巨人传》《大雄的新魔界大冒险~7人魔法使~》骨川小夫
- 《蜘蛛人3》艾迪·布洛克/毒魔（托弗·格雷斯）
- 《哈利波特：阿兹卡班的逃犯 (电影)》《哈利波特—火盃的考驗 (電影)》《哈利波特—鳳凰會的密令 (電影)》《哈利波特—混血王子的背叛 (電影)》《哈利·波特与死亡圣器（上）》《哈利·波特与死亡圣器（下）》德拉科·马尔福
- 《功夫熊猫》小善
- 《博物馆惊魂夜2》牛仔杰迪戴亚·史密斯（欧文·威尔森）
- 《丁丁历险记 (电影)》丁丁（Tintin）
- 《冰河世纪》《冰河世纪2：消融》《冰原历险记3：恐龙现身》《冰原历险记4：板块漂移》喜德 / Sid树懒
- 《龙珠Z 复活的弗利萨》 加克

### 电视剧
- 《贞观之治》（吕行）

### 动画片
- 《舒克和贝塔》贝塔
- 《秦时明月》盗跖、张良、秦始皇、阿纲、酒肆伙计等（第三部起至今）
- 《寶可夢特別篇》超世代
- 《惡魔高校D×D》兵藤一誠
- 《BEASTARS》雷格西
- 《賽爾號》阿鐵打
- 《花鈴的魔法戒》九條 和音
- 《戀愛占卜師》結城 飛鳥

### 电影
- 《巴啦啦小魔仙大电影》游乐王子（袁奇峰）

### 游戏
- 《王者荣耀》狂铁、韩信（皮肤—白龙吟）